# Tessel·lació de Penrose

Una tessel·lació de Penrose

Una tessel·lació de Penrose és una tessel·lació no periòdica generada per un conjunt aperiòdic de protorajoles, anomenada així en honor de Sir Roger Penrose, qui va investigar aquests conjunts durant els anys 1970. L'aperiodicitat de les protorajoles de Penrose implica que una còpia desplaçada per translació de la tessel·lació de Penrose mai no coincidirà amb l'original. La tessel·lació de Penrose pot construir-se perquè tingui simetria de reflexió i simetria rotacional pentagonal.
Una tessel·lació de Penrose té diverses propietats remarcables, en particular
- És no periòdica, que vol dir que no té cap simetria translacional. Dit d'una forma més informal, una còpia desplaçada mai no pot coincidir amb l'original.

- És autosimilar, de tal forma que els mateixos patrons apareixen a escales més i més grans cada cop. Així, la tessel·lació pot ser obtinguda per "inflació" (o "deflació") i qualsevol tall finit del mosaic pot trobar-s'hi un nombre infinit de vegades.

- És un quasicristall: implementat com a estructura física, una tessel·lació de Penrose produeix difracció de Bragg, i el seu difractograma revela tant la simetria pentagonal com l'ordre de llarg abast subjacent.

S'han descobert diversos mètodes per construir tessel·lacions de Penrose, que inclouen regles de contacte entre tessel·les, substitucions, retalls i recomposicions de les tessel·les.

## Antecedents històrics
Els conjunts de rajoles proposats per Penrose són un dels exemples més simples d'un fet matemàtic no intuïtiu; l'existència de conjunts aperiòdics. El 1961, Hao Wang va notar connexions entre problemes de geometria (especialment sobre les tessel·lacions) i una certa classe de problema de decisió. D'una banda, va observar que si l'anomenat problema del dòmino no fos recursiu, llavors hauria d'existir un conjunt aperiòdic de rajoles. Com que l'existència d'aquest conjunt no semblava plausible, Wang va conjecturar que el problema del dòmino havia de ser recursiu.
A la seva tesi del 1964, Robert Berger va desmentir la conjectura de Wang, demostrant que el problema de dòmino no és recursiu i que produïa un conjunt aperiòdic de 104 rajoles diferents (en la seva monografia, Berger mostra un conjunt encara molt més extens, de 20.426 rajoles).
El nombre va ser reduit per Donald Knuth, Hans Läuchli i Raphael Robinson, que van obtenir un conjunt aperiòdic de només sis rajoles, simplificant molt la demostració matemàtica de Berger. El 1972, Roger Penrose obté la primera de vàries variacions de rajoles forçant una estructura pentagonal jeràrquica, un conjunt de sis rajoles. Durant els anys següents es van trobar altres variacions, amb la participació de Raphael Robinson, Robert Ammann i John H. Conway.
El 1981 De Bruijin va explicar un mètode per construir les tessel·lacions de Penrose mitjançant cinc famílies de línies paral·leles, així com un mètode de tall i projecció en el qual les rajoles de Penrose eren obtingudes amb projeccions en dues dimensions d'una estructura cúbica de cinc dimensions. D'aquesta manera la tessel·lació de Penrose és considerada com un conjunt de punts, és a dir, els seus vèrtexs, mentre que les rajoles són només formes geomètriques definides al connectar aquests vèrtexs.

## Art i arquitectura
El valor estètic dels enrajolats s'ha apreciat des de fa molt de temps i continua sent una font d'interès; per això, ha cridat l'atenció l'aparença visual (a més de les propietats formals definidores) de la tessel·lació de Penrose. S'ha observat la similitud amb certs patrons decoratius utilitzats al nord d'Àfrica i al Pròxim Orient, com en la tessel·lació Girih.